# Ângelo Nolasco de Almeida
Ângelo Nolasco de Almeida OA • ComA • GCA (Rio de Janeiro, 13 de dezembro de 1905 — Rio de Janeiro, 8 de julho de 1996) foi um militar brasileiro que atingiu a patente de Almirante de esquadra e exerceu o cargo de Ministro da Marinha no Governo João Goulart, de 8 de setembro de 1961 a 27 de junho de 1962, durante o primeiro gabinete parlamentarista chefiado por Tancredo Neves. Ainda no posto de capitão-tenente, foi feito Oficial da Ordem Militar de Avis de Portugal a 11 de fevereiro de 1942, tendo sido elevado a Comendador da mesma Ordem a 12 de dezembro de 1953 e a Grã-Cruz a 17 de fevereiro de 1962.

## Biografia
Ângelo Nolasco de Almeida nasceu em 13 de dezembro de 1905 no Rio de Janeiro. era filho de Teófilo Nolasco de Almeida e de Zulmira Mascarenhas de Almeida.
Em 1923 ingressou na Escola Naval saindo guarda-marinha em 1927. Em 1932 colaborou com a repressão naval à Revolução Constitucionalista, movimento armado de oposição ao governo do presidente Getúlio Vargas, deflagrado em São Paulo em julho daquele ano e sufocado no início de outubro pelas forças legalistas. Ajudante de ordens do presidente Vargas entre 1939 e 1943, nesse último ano desempenhou as funções de adido naval das embaixadas do Brasil na Argentina e no Uruguai. Em 1948 assumiu a chefia Departamento Administrativo da Escola de Guerra Naval e entre 1949 e 1951 foi chefe da Divisão Militar do Arsenal de Marinha do Rio de Janeiro. Chefe de gabinete do Ministério da Marinha em 1952, em 1954 foi adido naval da embaixada do Brasil na Espanha.
Em 1955 quando retornou ao Rio de Janeiro, foi nomeado chefe do Estado-Maior do 1.º Distrito Naval da Marinha do Brasil e em 1956 capitão-dos-portos do estado de São Paulo. Em 1959, ocupou o cargo de subchefe para informações e operações do Estado-Maior da Armada e posteriormente a presidência da Comissão de Marinha Mercante. Retornou às suas funções no EMA em 1961 que exercia no dia 25 de agosto quando o presidente Jânio Quadros renunciou.
Aprovada a Emenda Constitucional nº 4 e empossado João Goulart na presidência da República no dia 7 de setembro de 1961, ainda nesse mês Ângelo foi nomeado ministro da Marinha do primeiro gabinete parlamentarista, chefiado por Tancredo Neves. Permaneceu à frente da pasta até 26 de junho de 1962, quando todo o gabinete renunciou em virtude da radicalização da crise política no país.
Após sair do Ministério da Marinha na época Nolasco integrou o Conselho do Almirantado, como membro conselheiro, e foi nomeado delegado da Marinha na Junta Interamericana de Defesa, em Washington, e assessor do embaixador brasileiro junto à Organização dos Estados Americanos, Ilmar Pena Marinho. Em dezembro de 1965 após o Golpe militar de 1964 e durante o governo do marechal Humberto de Alencar Castelo Branco, ao ser preterido na promoção a almirante, pediu transferência para a reserva.
Concedeu entrevista ao setor de história oral do Centro de Pesquisa e Documentação de História Contemporânea do Brasil da Fundação Getulio Vargas em 1986.

## Vida Pessoal
Era casado com Neusa Saya Nolasco de Almeida

## Morte
Angelo Faleceu em 8 de julho de 1996 no Rio de Janeiro.